# Китайско-мозамбикские отношения
Китайско-мозамбикские отношения — двусторонние дипломатические отношения между Китаем и Мозамбиком. Начало отношений восходит к 1960-м годам, когда Китай начал поддерживать борьбу леворадикальной организации Мозамбика «ФРЕЛИМО» против португальской администрации. 25 июня 1975 года были официально установлены дипломатические отношения, вскоре после того, как Мозамбик получил независимость от Португалии. В ноябре 2006 года Мозамбик стал тринадцатой африканской страной, которая была добавлена в официальный список туристических направлений Китая. Государства являются членами Организации Объединённых Наций.

## Двусторонние визиты
В феврале 2007 года председатель Китайской Народной Республики Ху Цзиньтао совершил официальный визит в Мозамбик, где провёл переговоры с президентом Арманду Гебузой. Стороны договорились продолжить сотрудничество в областях экономики, технологий, сельского хозяйства, образования и спорта. Шанхай и Мапуту являются городами-побратимами.

## Миграция
С 1992 по 2003 год 22 мозамбикца находились в Китае как международные студенты. В 2007 году от 1500 до 12000 граждан Китая проживали в Мозамбике.

## Права человека
В июне 2020 года Мозамбик был одной из 53 стран, поддержавших в Организации Объединённых Наций принятие Китаем Закона о защите национальной безопасности в Гонконге.

## Торговля и инвестиции
Модель торговли Китая с Мозамбиком отличается от модели торговли с его основными партнёрами на африканском континенте, такими как: Ангола, Нигерия и Судан. Китай в основном импортирует продукты сельского хозяйства и рыболовства из Мозамбика, но мало сырья, а экспортирует промышленные товары и оборудование. В период с 2004 по 2006 год объём товарооборота между странами утроился с 70 миллионов долларов США до 210 миллионов долларов США, что сделало Китай одним из трех крупнейших торговых партнеров Мозамбика после ЮАР и Португалии. Китай также стал крупным покупателем мозамбикской древесины, и это несмотря на местное законодательство, запрещающее экспорт необработанной древесины, целью которого являлось заставить другие страны инвестировать в создание перерабатывающих мощностей в Мозамбике; древесина в том числе экспортируется нелегально. Китайские бизнесмены обычно сами не занимаются лесозаготовкой, вместо этого добыча древесины осуществляется в основном местными жителями, которые затем привозят её покупателям в портовых городах.
Китай также становится все более важным участником строительной отрасли Мозамбика: более одной трети строительства новых дорог в стране в настоящее время выполняется китайскими подрядчиками. Подрядчики из других стран, которые терпят убытки из-за более высоких затрат, жалуются, что китайские подрядчики не прилагают никаких усилий для передачи навыков или технологий местным жителям и не используют местных или региональных субподрядчиков, вместо этого предпочитая осуществлять строительство своими рабочими. Однако, строительство объектов, которое контролируются китайцами, лучше организовано и имеет меньший уровень хищений. За первые 10 месяцев 2012 года объём товарооборота между странами составил сумму 1,1 миллиарда долларов США и Мозамбик стал 23-м крупнейшим торговым партнёром Китая.

## Оказание помощи
Помимо торговли, Китай также начал оказывать Мозамбику помощь в целях развития. «Эксим банк Китая» предоставил Мозамбику льготные кредиты на строительство инфраструктуры, например, предоставив 60 миллионов долларов США в 2006 году, и дважды аннулировал большую часть долга страны Китаю, списав 22 миллиона долларов США в 2001 году и 30 миллионов долларов США в 2007 году. Китайцы также бесплатно построили ряд правительственных зданий и общественных объектов, таких как: Здание национального парламента и Национальный стадион.